# التعبد المريمي
التعبّد لمريم العذراء او الصلاة لمريم العذراء هو ممارسة المسيحية، خاصةً في الكاثوليكية، تُركز على تكريم وتقديس مريم العذراء، أمّ يسوع، اعتباراً أنها تلعب دوراً مهماً في الإيمان. يتم ممارستها ايضا في كنائس اخرى كالكنيسة اللوثرية العليا، الأنجلو كاثوليكية، الأرثوذكسية الشرقية والأرثوذكسية المشرقية، لكنها مرفوضة في الطوائف المسيحية الأخرى.

قد تكون مثل هذه الصلوات مصحوبة بطلبات محددة لشفاعة مريم للمؤمنين عند الله. هناك تنوع كبير في الشكل والبنية في العبادات المريمية التي يمارسها مجموعات مختلفة من المسيحيين. إن العبادات المريمية الأرثوذكسية محددة جيدًا وترتبط تحديداً بالليتورجيا، في حين أن الممارسات الكاثوليكية واسعة النطاق، فهي تشمل صلوات متعددة الأيام مثل التساعية، والاحتفال بالتتويج الكنسي الذي يمنحه البابا، وتبجيل الأيقونات في المسيحية الشرقية، والأعمال التقية التي لا تنطوي على صلوات صوتية، مثل ارتداء كتفي أو الحفاظ على حديقة مريم.

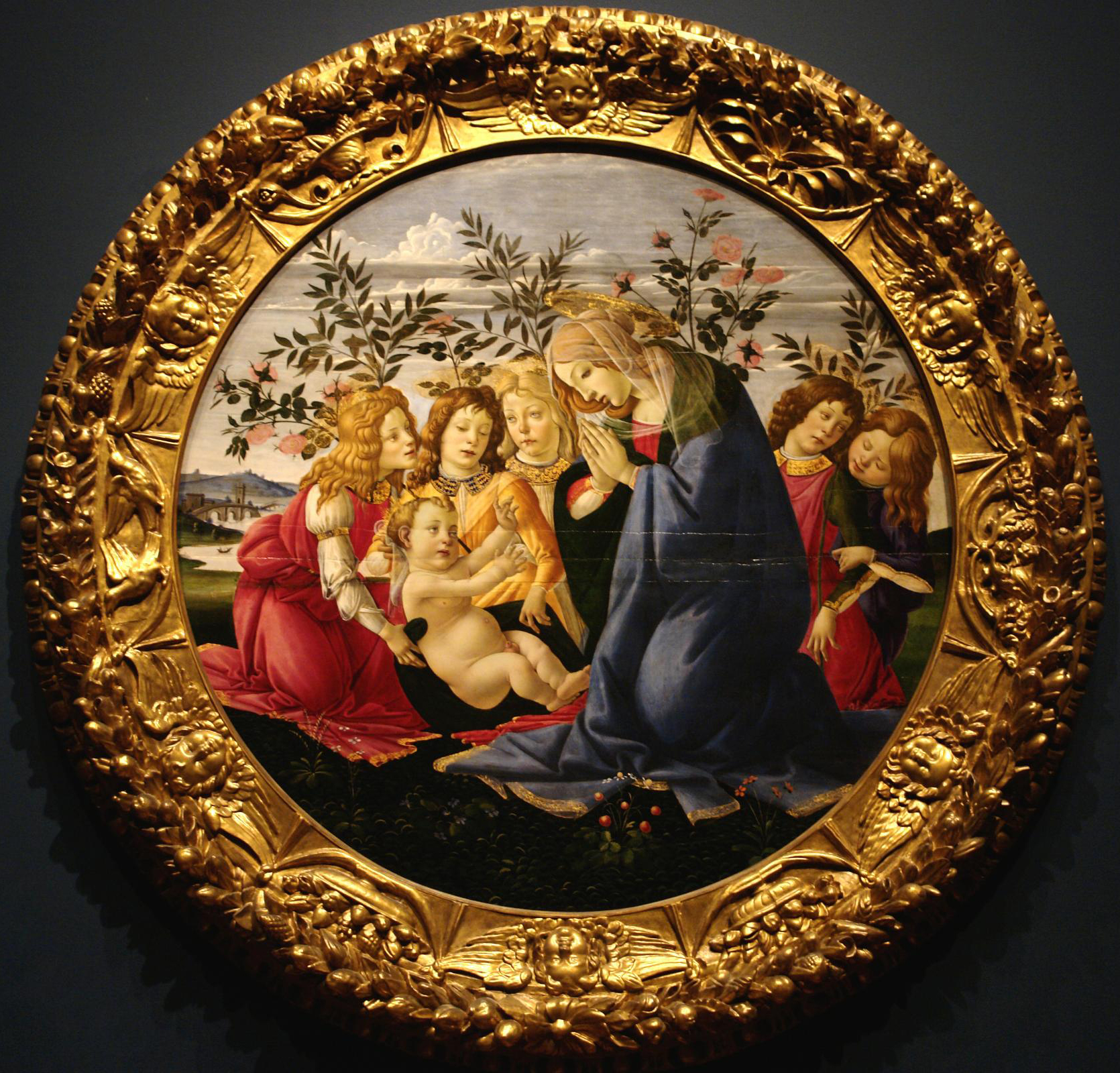
مادونا والملائكة الخمسة ، بوتيتشيلي ، ق. 1485

تُعتبر العبادات المريمية مهمة بالنسبة للتقاليد الكاثوليكية والأرثوذكسية، بالإضافة إلى بعض الأنجليكانيين واللوثريين ، لكن معظم البروتستانت لا يقبلونها، لأنهم يعتقدون أن مثل هذه العبادات لا يتم التشجيع عليها في الكتاب المقدس. وهم يعتقدون أن هذه الممارسة تعترض التركيز على المسيح. ينظر كل من الكاثوليك والأرثوذكس إلى مريم على أنها تابعة للمسيح، ويُنظر إليها على أنها فوق كل المخلوقات الأخرى. في عام 787، أكد مجمع نيقية الثاني على تسلسل هرمي من ثلاثة مستويات: لاتريا ، وفرط ، ودوليا الذي ينطبق على الله، ومريم العذراء، ثم على القديسين الآخرين.

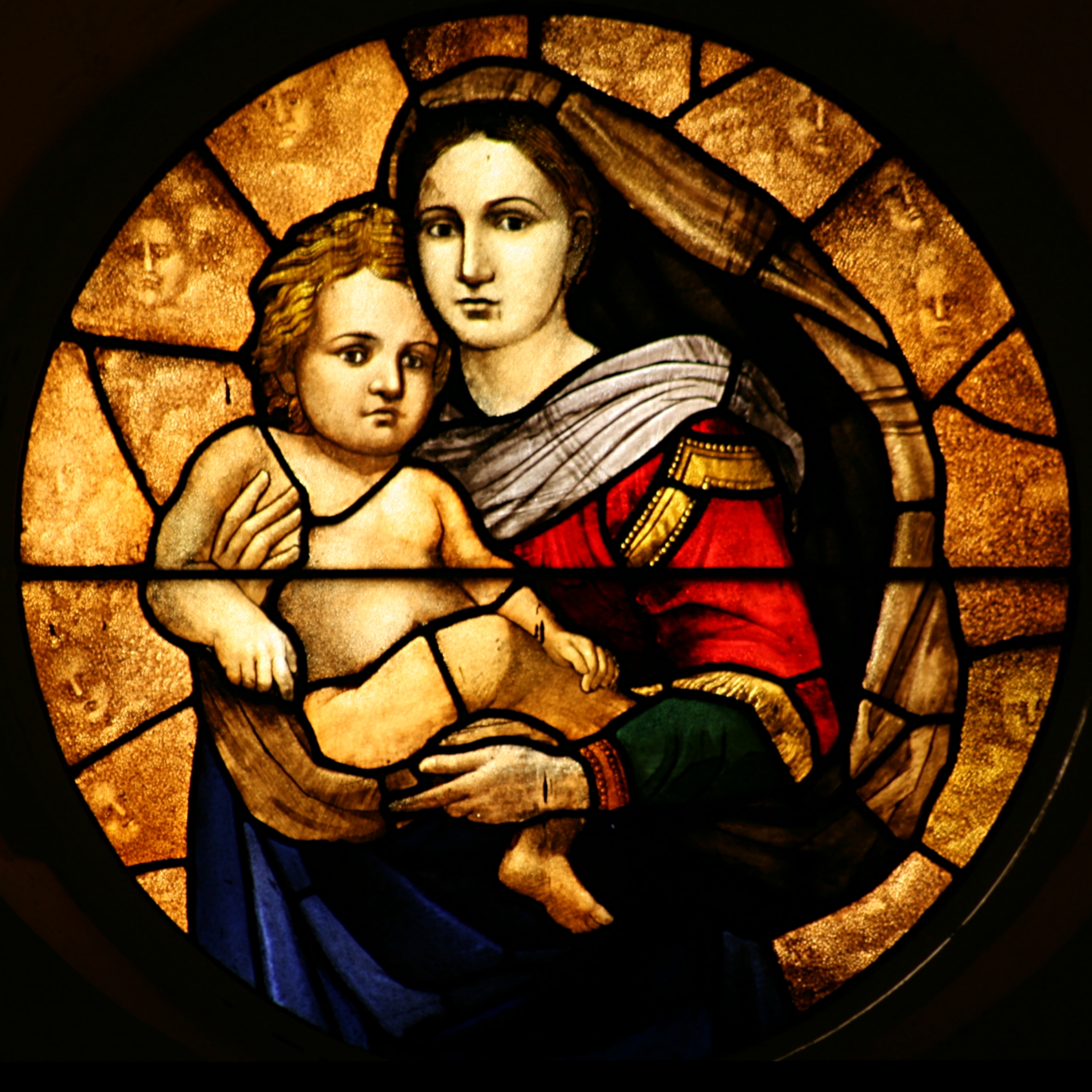
تصوير الزجاج الملون لمادونا والطفل ، كنيسة القديس يوحنا الأنجليكانية، أشفيلد، نيو ساوث ويلز ، أستراليا

## انظر ايضا
- قلب مريم الطاهر
- فعل التكريس لقلب يسوع الأقدس
- تساعية
- شفاعة القديسين
- تكريس روسيا لقلب مريم الطاهر